# Cambridgea foliata
Cambridgea foliata es una especie de araña intermareal del género Cambridgea, de la familia Desidae, orden Araneae. Fue descrita por L. Koch en 1872.
Se distribuye por Oceanía: Nueva Zelanda. Fue publicada en Die Arachniden Australiens, nach der Natur beschrieben und abgebildet [Erster Theil, Lieferung 3-7]. Bauer & Raspe, Nürnberg 105-368, Pl. 8-, 28.